# Ирена Милянкова
Ирена Милянкова е българска актриса и фотомодел.

## Биография
Родена е на 27 февруари 1986 г. в Разград. Учи в езикова гимназия „Екзарх Йосиф“. През 2006 г. завършва Арт колеж по екранни изкуства в София. След това записва кино и телевизионна режисура в Нов български университет. Работи като фотомодел за модна агенция „Визаж“.

## Филмография
- Под прикритие (2011) – Силвия Велева – Съни
- Цветът на хамелеона (2012) – момичето от филмотечното кино
- Не затваряй очи (2024) – Николина

## Личен Живот
Ирена Милянкова има шест деца. На 27 юли 2025 актрисата се сдобива с внуче, въпреки че към този момент е  едва на 39 години.